# Erwin Sánchez
Erwin Sánchez (Santa Cruz de la Sierra, 19 oktober 1969) is een voormalig Boliviaans voetballer, die speelde als aanvallende middenvelder. Na zijn actieve carrière stapte hij het trainersvak in en was hij onder meer bondscoach van zijn vaderland Bolivia (2006–2009).

## Clubcarrière
Sánchez, bijgenaamd Platini, beëindigde zijn actieve loopbaan in 2005 bij de Boliviaanse club Oriente Petrolero na eerder in Portugal gespeeld te hebben voor onder meer SL Benfica, GD Estoril-Praia en Boavista.

## Interlandcarrière
Sánchez speelde 57 interlands voor Bolivia in de periode 1989-2005, en scoorde vijftien keer voor zijn vaderland. Onder leiding van de Argentijnse bondscoach Jorge Habegger maakte hij zijn debuut op 25 mei 1989 in de vriendschappelijke thuiswedstrijd tegen Paraguay in Cochabamba, die met 3-2 werd gewonnen door treffers van Álvaro Peña en Arturo García (2).
Met La Verde nam Sánchez vijfmaal deel aan de strijd om de Copa América: 1989, 1991, 1993, 1995 en 1997. Bij dat laatste toernooi, gespeeld in eigen land, eindigde Bolvia als tweede na in de finale met 3-1 verloren te hebben van Brazilië. Hij speelde een cruciale rol in de kwalificatie van Bolivia voor het WK voetbal 1994 in de Verenigde Staten. Sánchez nam bij dat toernooi het enige doelpunt van Bolivia voor zijn rekening, toen hij scoorde in de groepswedstrijd tegen Spanje (3-1 nederlaag). Dat was de eerste en tot op heden enige treffer die het Zuid-Amerikaanse land ooit maakte op een WK-eindronde. De ploeg onder leiding van Xabier Azkargorta kon na drie groepsduels de koffers pakken.
| Interlands van Erwin Sánchez voor Bolivia | Interlands van Erwin Sánchez voor Bolivia | Interlands van Erwin Sánchez voor Bolivia | Interlands van Erwin Sánchez voor Bolivia | Interlands van Erwin Sánchez voor Bolivia | Interlands van Erwin Sánchez voor Bolivia |
| №                                         | Datum                                     | Wedstrijd                                 | Uitslag                                   | Competitie                                | Goals                                     |
| Als speler van Club Bolívar               | Als speler van Club Bolívar               | Als speler van Club Bolívar               | Als speler van Club Bolívar               | Als speler van Club Bolívar               | Als speler van Club Bolívar               |
| ----------------------------------------- | ----------------------------------------- | ----------------------------------------- | ----------------------------------------- | ----------------------------------------- | ----------------------------------------- |
| 1                                         | 25 mei 1989                               | Bolivia – Paraguay                        | 3 – 2                                     | Vriendschappelijk                         |                                           |
| 2                                         | 2 juni 1989                               | Paraguay – Bolivia                        | 2 – 0                                     | Vriendschappelijk                         |                                           |
| 3                                         | 8 juni 1989                               | Bolivia – Uruguay                         | 0 – 0                                     | Vriendschappelijk                         |                                           |
| 4                                         | 22 juni 1989                              | Bolivia – Chili                           | 0 – 1                                     | Vriendschappelijk                         |                                           |
| 5                                         | 27 juni 1989                              | Chili – Bolivia                           | 2 – 1                                     | Vriendschappelijk                         |                                           |
| 6                                         | 4 juli 1989                               | Uruguay – Bolivia                         | 3 – 0                                     | Copa América                              |                                           |
| 7                                         | 6 juli 1989                               | Ecuador – Bolivia                         | 0 – 0                                     | Copa América                              |                                           |
| 8                                         | 8 juli 1989                               | Bolivia – Chili                           | 0 – 5                                     | Copa América                              |                                           |
| 9                                         | 20 augustus 1989                          | Bolivia – Peru                            | 2 – 1                                     | WK-kwalificatie                           |                                           |
| 10                                        | 3 september 1989                          | Bolivia – Uruguay                         | 2 – 1                                     | WK-kwalificatie                           |                                           |
| 11                                        | 10 september 1989                         | Peru – Bolivia                            | 1 – 2                                     | WK-kwalificatie                           | Goal                                      |
| 12                                        | 17 september 1989                         | Uruguay – Bolivia                         | 2 – 0                                     | WK-kwalificatie                           |                                           |
| Als speler van GD Estoril-Praia           |                                           |                                           |                                           |                                           |                                           |
| 13                                        | 7 juli 1991                               | Uruguay – Bolivia                         | 1 – 1                                     | Copa América                              |                                           |
| 14                                        | 9 juli 1991                               | Brazilië – Bolivia                        | 2 – 1                                     | Copa América                              | Goal                                      |
| 15                                        | 11 juli 1991                              | Colombia – Bolivia                        | 0 – 0                                     | Copa América                              |                                           |
| Als speler van Boavista FC                |                                           |                                           |                                           |                                           |                                           |
| 16                                        | 31 maart 1993                             | Chili – Bolivia                           | 2 – 1                                     | Vriendschappelijk                         |                                           |
| 17                                        | 23 juni 1993                              | Mexico – Bolivia                          | 0 – 0                                     | Copa América                              |                                           |
| 18                                        | 18 juli 1993                              | Venezuela – Bolivia                       | 1 – 7                                     | WK-kwalificatie                           | Goal · Goal · Goal                        |
| 19                                        | 25 juli 1993                              | Bolivia – Brazilië                        | 2 – 0                                     | WK-kwalificatie                           |                                           |
| 20                                        | 8 augustus 1993                           | Bolivia – Uruguay                         | 3 – 1                                     | WK-kwalificatie                           | Goal                                      |
| 21                                        | 15 augustus 1993                          | Bolivia – Ecuador                         | 1 – 0                                     | WK-kwalificatie                           |                                           |
| 22                                        | 22 augustus 1993                          | Bolivia – Venezuela                       | 7 – 0                                     | WK-kwalificatie                           | Goal                                      |
| 23                                        | 29 augustus 1993                          | Brazilië – Bolivia                        | 6 – 0                                     | WK-kwalificatie                           |                                           |
| 24                                        | 12 september 1993                         | Uruguay – Bolivia                         | 2 – 1                                     | WK-kwalificatie                           |                                           |
| 25                                        | 19 september 1993                         | Ecuador – Bolivia                         | 1 – 1                                     | WK-kwalificatie                           |                                           |
| 26                                        | 20 april 1994                             | Roemenië – Bolivia                        | 3 – 0                                     | Vriendschappelijk                         |                                           |
| 27                                        | 4 mei 1994                                | Bolivia – Saoedi-Arabië                   | 1 – 0                                     | Vriendschappelijk                         | Goal                                      |
| 28                                        | 8 juni 1994                               | Bolivia – Peru                            | 0 – 0                                     | Vriendschappelijk                         |                                           |
| 29                                        | 11 juni 1994                              | Bolivia – Zwitserland                     | 0 – 0                                     | Vriendschappelijk                         |                                           |
| 30                                        | 17 juni 1994                              | Duitsland – Bolivia                       | 1 – 0                                     | WK-eindronde                              |                                           |
| 31                                        | 23 juni 1994                              | Zuid-Korea – Bolivia                      | 0 – 0                                     | WK-eindronde                              |                                           |
| 32                                        | 27 juni 1994                              | Bolivia – Spanje                          | 1 – 3                                     | WK-eindronde                              | Goal                                      |
| 33                                        | 21 september 1994                         | Chili – Bolivia                           | 1 – 2                                     | Vriendschappelijk                         | Goal                                      |
| 34                                        | 1 september 1996                          | Bolivia – Peru                            | 0 – 0                                     | WK-kwalificatie                           |                                           |
| 35                                        | 12 juni 1997                              | Bolivia – Venezuela                       | 1 – 1                                     | Copa América                              |                                           |
| 36                                        | 15 juni 1997                              | Bolivia – Peru                            | 2 – 0                                     | Copa América                              |                                           |
| 37                                        | 18 juni 1997                              | Bolivia – Uruguay                         | 1 – 0                                     | Copa América                              |                                           |
| 38                                        | 21 juni 1997                              | Bolivia – Colombia                        | 2 – 1                                     | Copa América                              | Goal                                      |
| 39                                        | 25 juni 1997                              | Bolivia – Mexico                          | 3 – 1                                     | Copa América                              | Goal                                      |
| 40                                        | 29 juni 1997                              | Bolivia – Brazilië                        | 1 – 3                                     | Copa América                              | Goal                                      |
| Als speler van Benfica                    |                                           |                                           |                                           |                                           |                                           |
| 41                                        | 6 juli 1997                               | Peru – Bolivia                            | 2 – 1                                     | WK-kwalificatie                           |                                           |
| 42                                        | 20 juli 1997                              | Bolivia – Uruguay                         | 1 – 0                                     | WK-kwalificatie                           |                                           |
| 43                                        | 20 augustus 1997                          | Colombia – Bolivia                        | 3 – 0                                     | WK-kwalificatie                           |                                           |
| Als speler van Boavista FC                |                                           |                                           |                                           |                                           |                                           |
| 44                                        | 29 juni 1999                              | Paraguay – Bolivia                        | 0 – 0                                     | Copa América                              |                                           |
| 45                                        | 2 juli 1999                               | Peru – Bolivia                            | 1 – 0                                     | Copa América                              |                                           |
| 46                                        | 5 juli 1999                               | Bolivia – Japan                           | 1 – 1                                     | Copa América                              | Goal                                      |
| 47                                        | 25 juli 1999                              | Bolivia – Egypte                          | 2 – 2                                     | FIFA Confederations Cup                   |                                           |
| 48                                        | 27 juli 1999                              | Saoedi-Arabië – Bolivia                   | 0 – 0                                     | FIFA Confederations Cup                   |                                           |
| 49                                        | 29 juli 1999                              | Bolivia – Mexico                          | 0 – 1                                     | FIFA Confederations Cup                   |                                           |
| 50                                        | 29 maart 2000                             | Uruguay – Bolivia                         | 1 – 0                                     | WK-kwalificatie                           |                                           |
| 51                                        | 26 april 2000                             | Bolivia – Colombia                        | 1 – 1                                     | WK-kwalificatie                           | Goal                                      |
| 52                                        | 28 juni 2000                              | Venezuela – Bolivia                       | 4 – 2                                     | WK-kwalificatie                           |                                           |
| 53                                        | 15 november 2000                          | Bolivia – Uruguay                         | 0 – 0                                     | WK-kwalificatie                           |                                           |
| Als speler van Oriente Petrolero          |                                           |                                           |                                           |                                           |                                           |
| 54                                        | 9 oktober 2004                            | Bolivia – Peru                            | 1 – 0                                     | WK-kwalificatie                           |                                           |
| 55                                        | 12 oktober 2004                           | Bolivia – Uruguay                         | 0 – 0                                     | WK-kwalificatie                           |                                           |
| 56                                        | 26 maart 2005                             | Bolivia – Argentinië                      | 1 – 2                                     | WK-kwalificatie                           |                                           |
| 57                                        | 29 maart 2005                             | Bolivia – Venezuela                       | 3 – 1                                     | WK-kwalificatie                           |                                           |

## Trainerscarrière
Sánchez was van 2006 tot 2009 bondscoach van Bolivia. Hij volgde Ovidio Mezza op en moest terugtreden nadat de nationale selectie zich niet had weten te plaatsen voor het WK voetbal 2010 in Zuid-Afrika. Hij werd opgevolgd door Eduardo Villegas.

## Erelijst
Club Destroyers
- Liga de Boliviano

1988
 Benfica
- SuperLiga

1991
- Taça de Portugal

1996
 Boavista
- SuperLiga

2001